# Peter Linehan
Peter A. Linehan (Londres, 11 de julio de 1943-Cambridge, 9 de julio de 2020) fue un escritor, historiador, medievalista e hispanista británico. Su campo de trabajo se centró en el periodo de la Edad Media española y portuguesa.
Ha sido descrito como uno de los historiadores más importantes de la Iglesia católica durante la Edad Media. Según el propio Linehan el principal problema al que se enfrentan los historiadores de la Edad Media en la península ibérica sería: «el efecto acumulativo de las series de espejos distorsionantes interpuestos entre el pasado y el presente en cualquier época desde la de Isidoro a la nuestra».

## Biografía
Estudió historia en 1961 en el Saint John's College —Universidad de Cambridge—, universidad de la que después fue  decano; recibió influencias de los profesores como Raymond Carr y Ronald Robinson, quien fue su tutor de estudios. Además de ser miembro de la Academia Británica y de la Real Academia de la Historia española, académico correspondiente en esta última desde 1996. El 20 de septiembre de 2018 fue investido doctor honoris causa por la Universidad Autónoma de Madrid.
Fue un estudioso de la historia medieval de la ciudad de Zamora (España), investigó para su tesis La Iglesia Española y el Papado en el siglo XIII —publicada en Salamanca  en 1975—, los documentos pontificios del siglo XIII y de las diócesis españolas que alberga el archivo de Zamora.
Publicó varias obras y biografías, entre ellas la biografía del arzobispo de Toledo, el cardenal Gonzalo Pérez Gudiel, en la obra titulada The Mozarabic Cardinal: the Life and Times of Gonzalo Pérez Gudiel (2004).
Falleció el 9 de julio de 2020 a causa de una cardiopatía.

## Obras publicadas
Entre sus más de 127 obras publicadas se encuentran:
- The Spanish Church and the Papacy in the Thirteenth Century (1971), publicada por Cambridge University Press,[10][11]
- History and the Historians of Medieval Spain (1993),[12]
- The Ladies of Zamora (1997), publicada por Pennsylvania State University Press,[5][a]
- Las dueñas de Zamora (2000), publicada en España.[2]
- The Mozarabic Cardinal: the Life and Times of Gonzalo Pérez Gudiel (2004),[7]
- Spain, 1157–1300: A Partible Inheritance (2008),[14]
- Past and Present in Medieval Spain (1992),
- The Processes of Politics and the Rule of Law (2002) y Historical Memory and Clerical Activity in Medieval Spain and Portugal (2012).[4]
- Portugalia Pontificia: Materials for the History of Portugal and the Papacy 1198-1417 (2013),[2]
- At the Edge of Reformation: Iberia before the Black Death ( 2019), Oxford.[8]